# Phố Cáo
Phố Cáo là một xã thuộc huyện Đồng Văn, tỉnh Hà Giang, Việt Nam.

## Địa lý
Xã Phố Cáo cách trung tâm huyện 32 km về phía nam, có vị trí địa lý:
- Phía đông giáp xã Sảng Tủng và xã Sủng Là
- Phía tây giáp huyện Yên Minh và Trung Quốc với đường biên dài 2,34 km
- Phía bắc giáp thị trấn Phố Bảng và xã Phố Là
- Phía nam giáp xã Vần Chải.

Xã Phố Cáo có diện tích 38,18 km², dân số năm 2019 là 6.337 người, mật độ dân cư đạt 166 người/km².

## Hành chính
Xã Phố Cáo được chia thành 18 thôn: Cháng Phúng A, Cháng Phúng B, Chúng Pả A, Chúng Pả B, Há Súng, Hầu Chua Ván, Khó Chư, Lán Xì A, Lán Xì B, Lũng Sính, Sà Lủng A, Sà Lủng B, Sảng Phả, Séo Lủng, Sủa Pả A, Sủa Pả B, Suối Thầu, Tá Tò.

## Hình ảnh

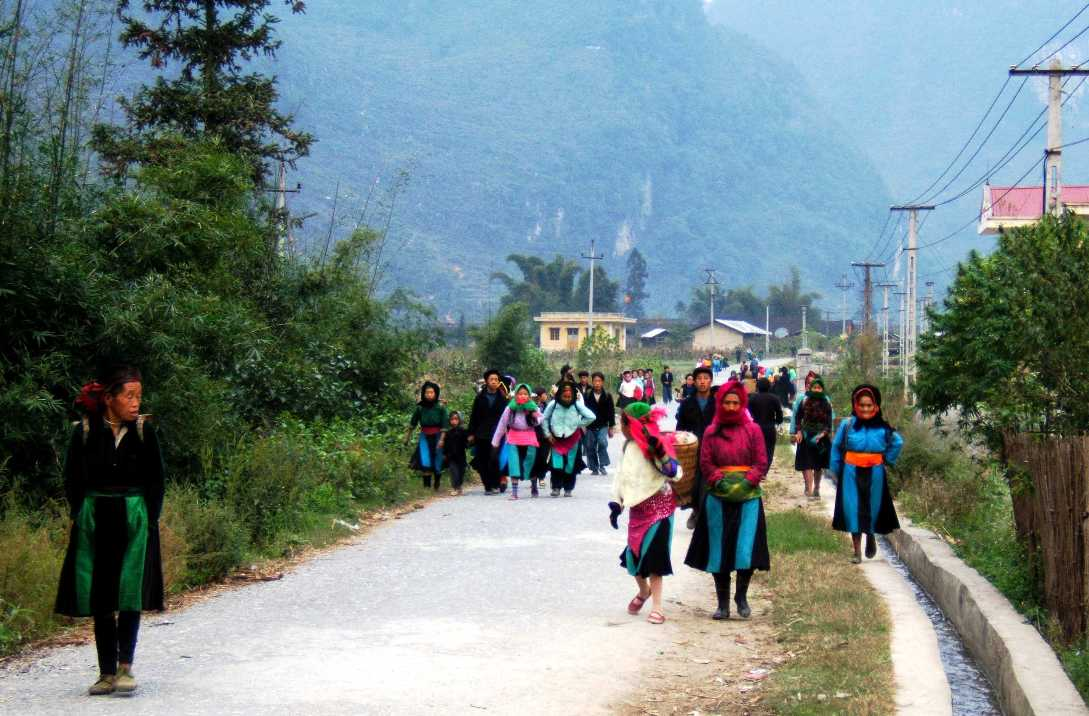
Đi chợ Phố Cáo.
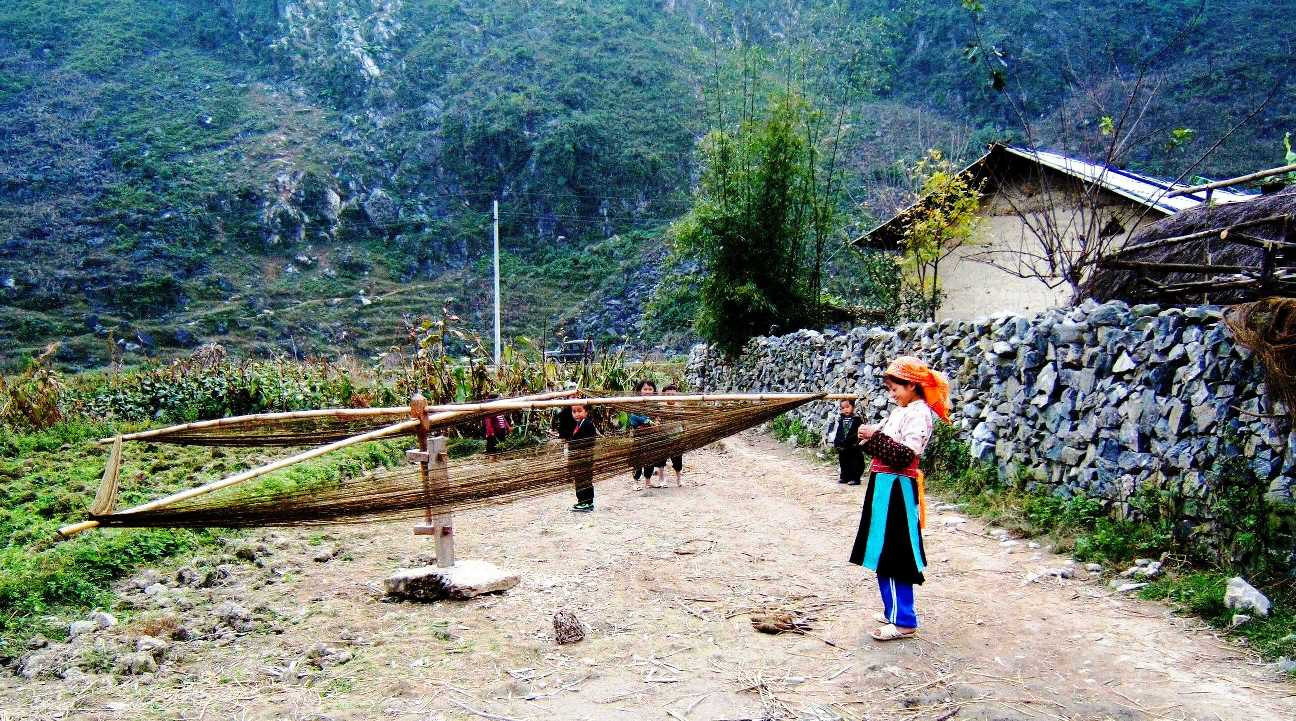
Thiếu nữ H'Mông 14 tuổi ở bản Trống Pả xe sợi chuẩn bị đồ cưới.